# 朴樹
樹，別名有沙朴、朴子樹、朴仔樹、桑仔、青朴、粕仔、榎等，属大麻科朴属，为喬本落葉樹，一般10-25米高，部份可達40米。
其种加词“sinensis”意为“中华的”。

## 特徵
朴樹的樹皮呈黑褐色，表面光滑不開裂，呈細小的鱗片狀，有明顯皮孔。細枝呈暗褐色，密被毛，成熟後漸變光滑。朴樹的樹冠闊大，枝條生長彎曲，變化多端。

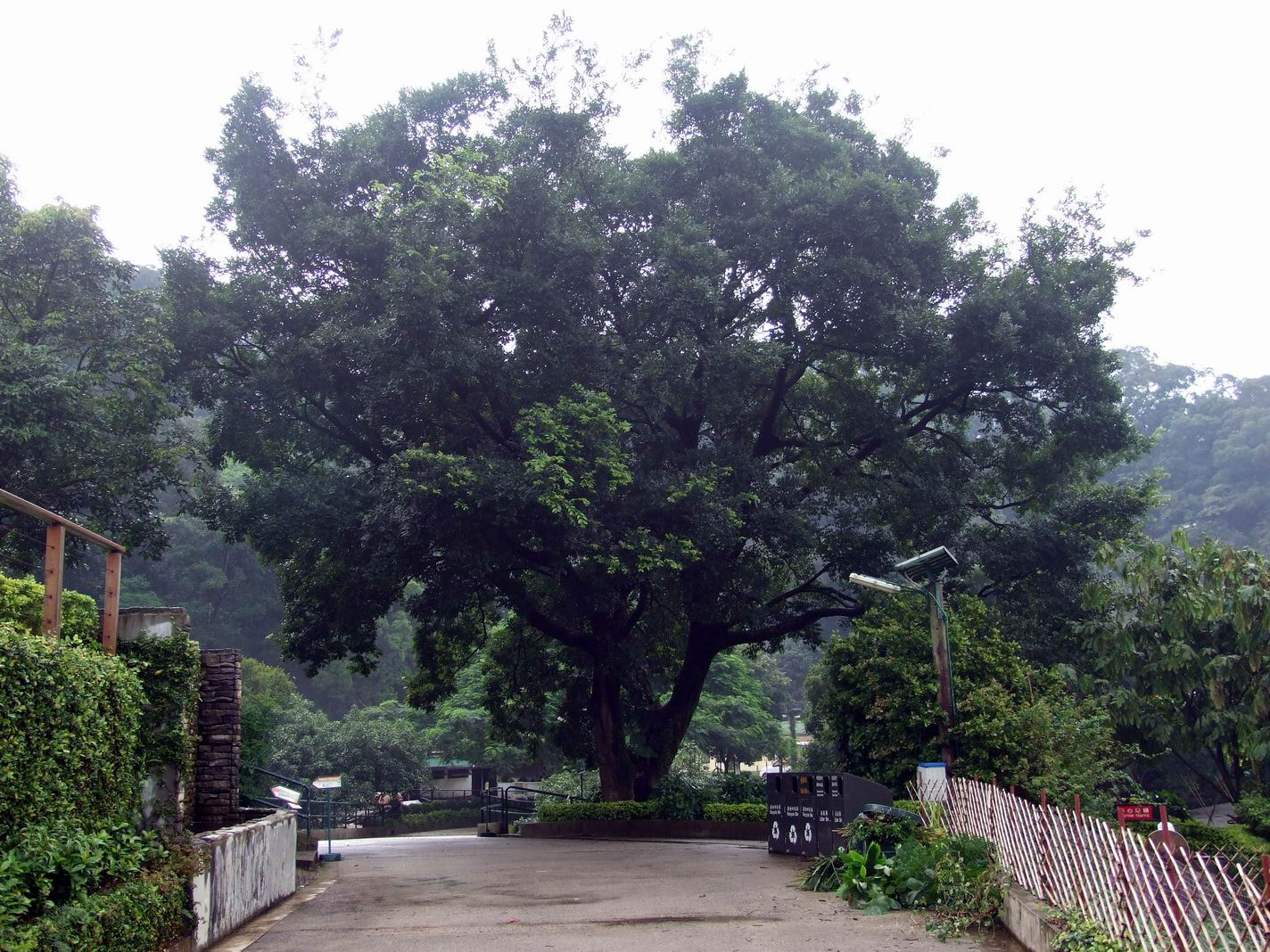
在嘉道理農場內的一株朴樹

朴樹的花細小，黃綠色，長有一對凸出且明顯的線狀柱頭，由五枚脫落的鱗片組成花被。花萼有四、五裂；沒有花瓣；雄蕊有四、五枚，與萼片對生，花絲分離，花葯有兩室，縱裂；雌蕊鷨柱有兩裂，子房由兩連生心皮組成，子房上位。花單性、兩性皆有，多數1-3朵聚生；雄花形狀較長、多毛、簇生，生長在枝下部葉腋，雌花形狀較圓、偏綠、單生，生長在枝上部葉腋。花期主要在春天，約1月下旬至5月，開花時樹呈一片白靄。花會在初春光脫脫的樹幹上開，之後才長新葉。
朴樹的葉互生，托葉呈線狀、早落，葉質較厚、呈紙質，表面呈深綠色，光亮平滑；葉背表面則呈淡綠色，近葉脈處被著密密的柔毛及紅褐色多細胞毛；單葉呈圓形、橢圓形或闊卵形，葉端較尖，呈有鋸齒，基部卻鈍圓歪斜。葉主脈有三條，脈紋明顯向下表面隆起。葉片每塊長約5-7厘米，闊3-4厘米，葉柄長約1厘米。一般葉子要到深秋後才變黃及脫落，至3個月再長出新葉。
朴樹的核果細，又稱為「朴子」，初時呈綠色，成熟時呈黑色或暗橙黃色，球狀或卵形，單生葉腋，汁少卻甜，很受鳥類歡迎。果實成熟時直徑約5-10毫米，果熟期為秋天9月-10月，果實常常遺留直至落葉後。果柄比葉柄等長或稍長，果核則有網紋或稜脊。

## 生長
朴樹的生長過程較為緩慢，適合生長於濕潤而排水力良好的砂質土壤中，且需要有充足的日照。朴樹的生命力頑強，樹齡有紀錄可達800歲。

## 分佈
朴樹多長在平原耐蔭之地，原產地為中國，其學名「Celtis sinensis」便包含了種與詞意，即來自中國。在中國大陆境內，主要分佈於山東、河南和長江流域以南各省。在中國大陆以外，台灣、越南、韓國、日本等地亦有蹤跡。

## 用途
朴樹枝幹強韌，可作阻擋強風的樹種。此外，朴樹也是抗有毒氣體如二氧化硫及氯氣的樹種，可作行道樹以減少汽車所排出的癈氣，同時枝幹多曲，樹冠具擴展性，且葉蔟茂盛，朴樹常版用作遮蔭用途。朴樹外型古樸多姿，亦可做成盆景。
作為用材方便，樹身堅硬的朴樹，可充當工業用木材，如造船、薪炭等；莖皮部份纖維強韌，適合製作繩索和人造纖維，也是製造紙和人造棉的原料之一；果實可食用，有清熱作用，若經搾油可作潤滑油；根、皮、嫩葉、果實皆可製成中藥，有消腫止痛、解毒清熱、治療腰痛、漆瘡等療效，外敷則可水火燙傷；葉可製成韓國的甘露茶，亦可製土農藥，是紅蜘蛛的剋星。
朴樹的果實亦常被昔日的孩童作戰爭遊戲裡的玩具子彈，因其未成熟的果實堅硬卻沒有殺傷力，一般會將核果放入細竹管內，然後以竹筷子為唧發射，稱為「霹啪豆」。

## 圖集

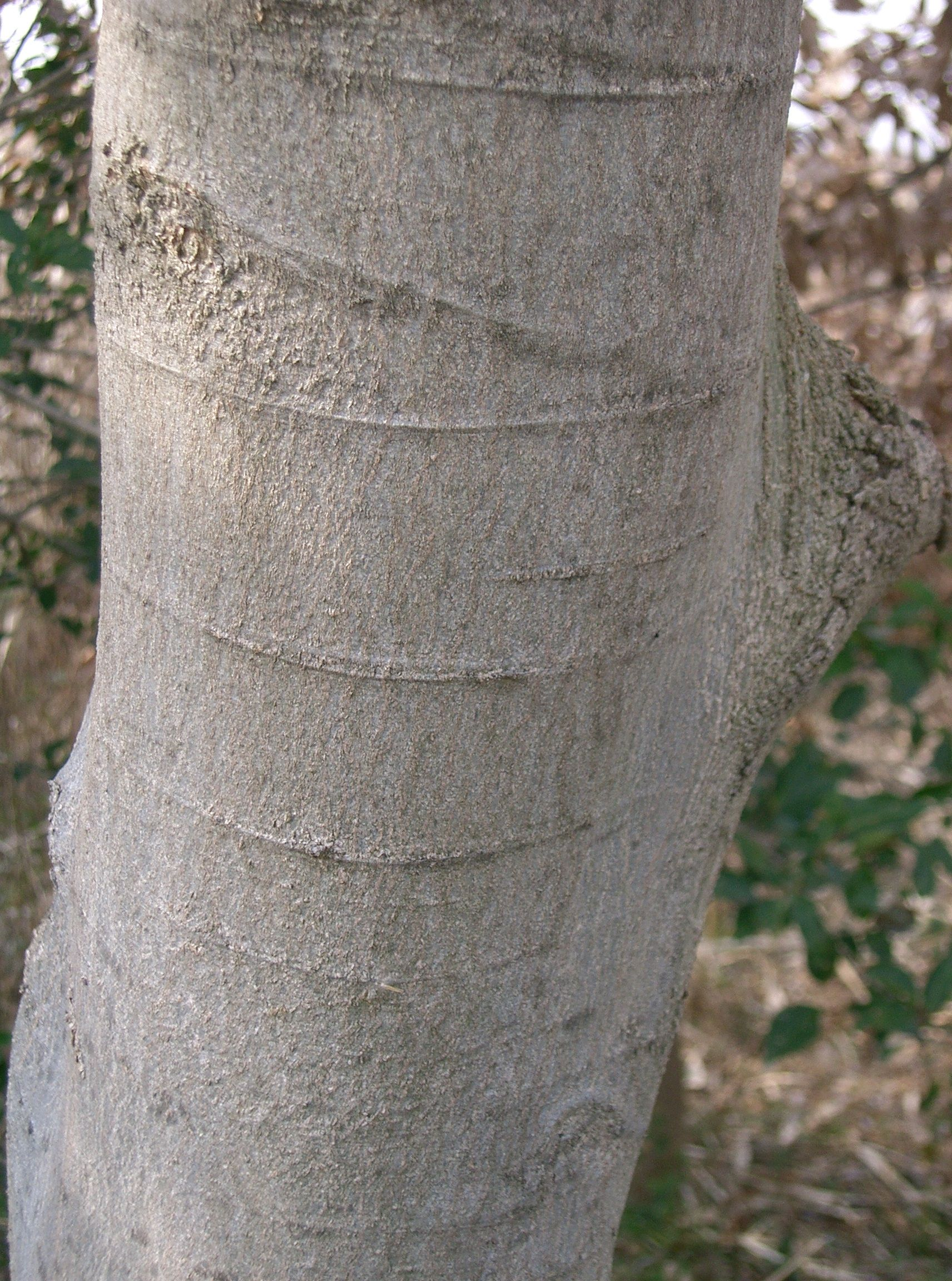
朴樹的樹幹
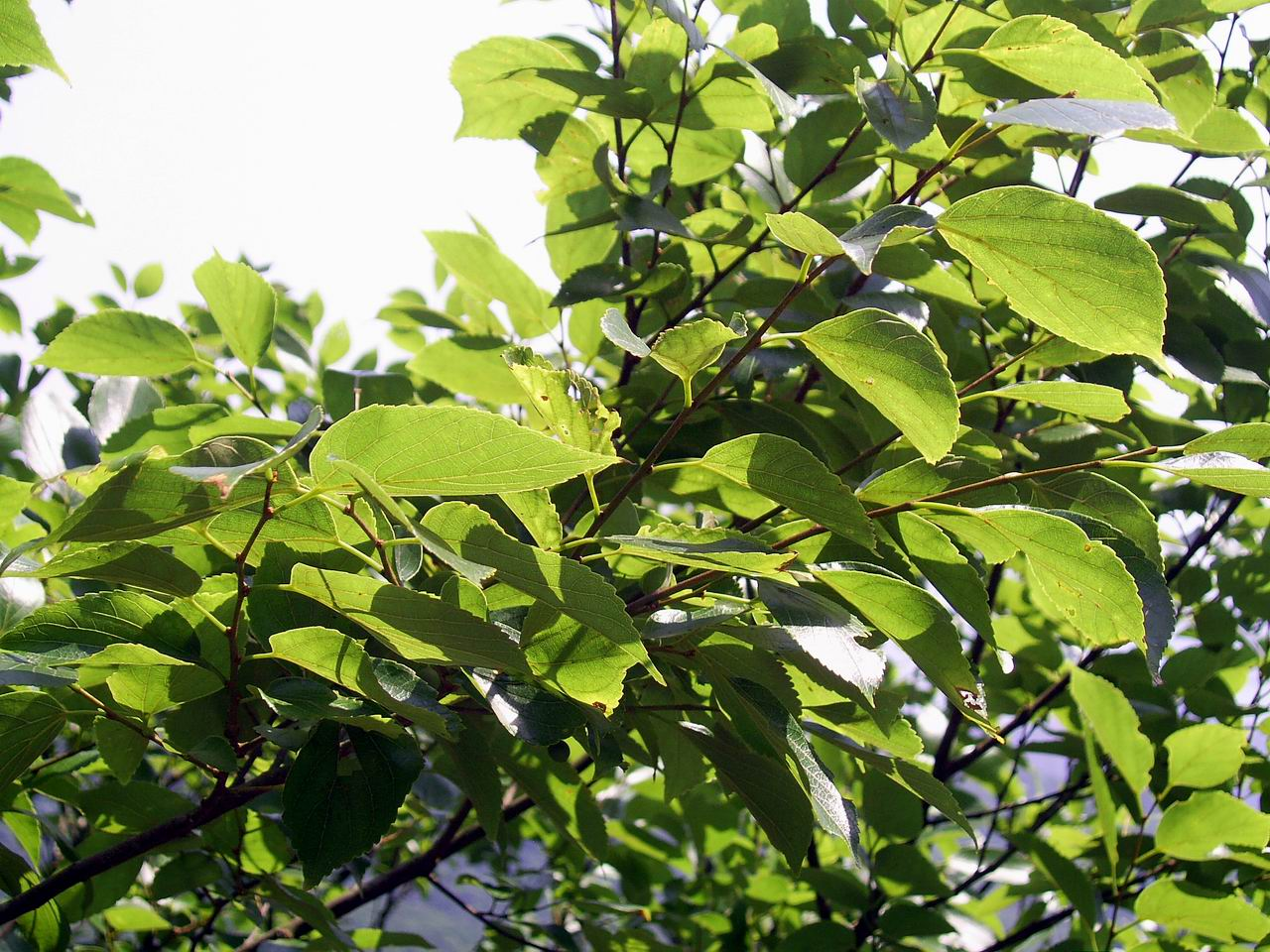
朴樹的葉
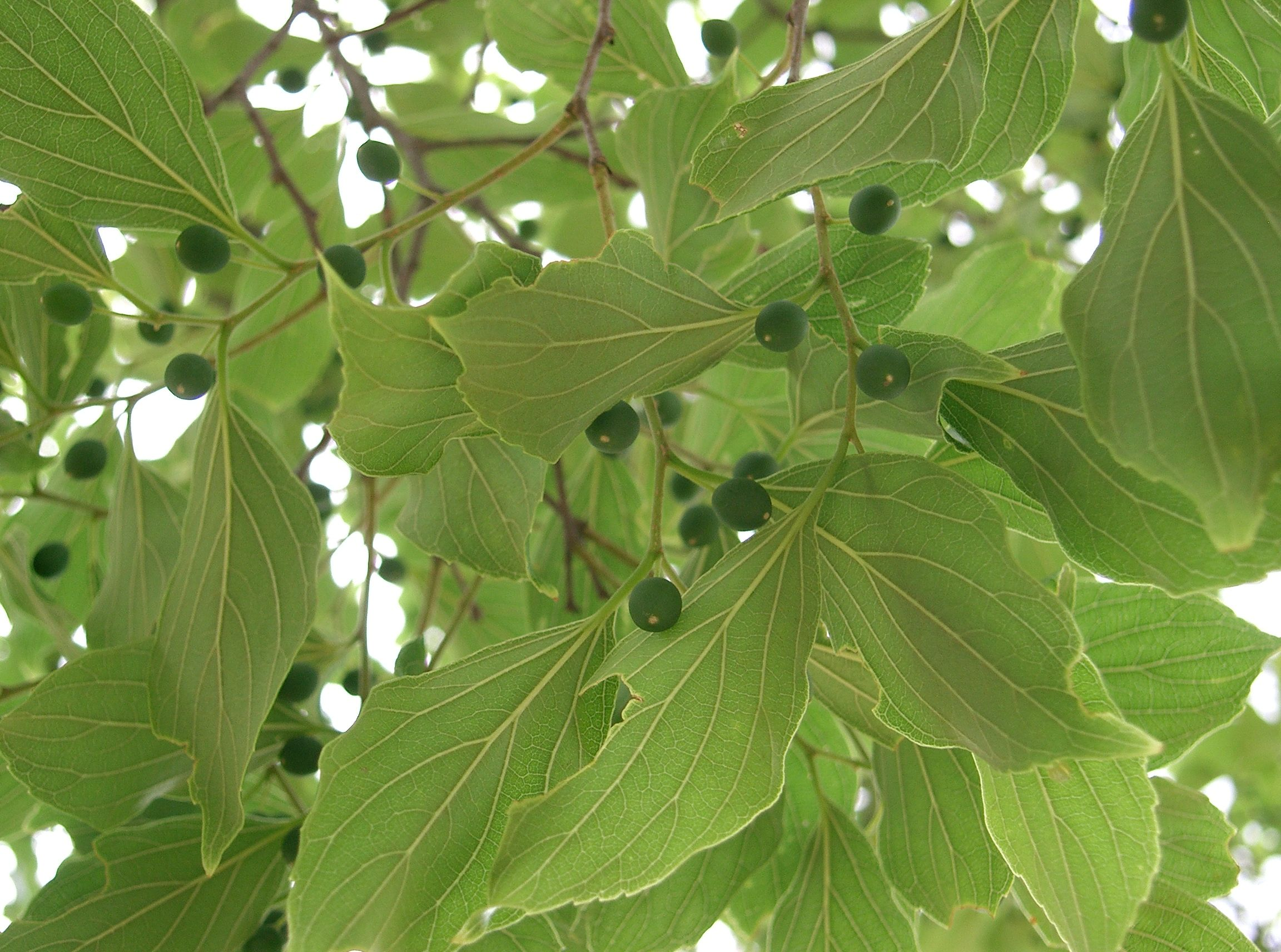
朴樹的果
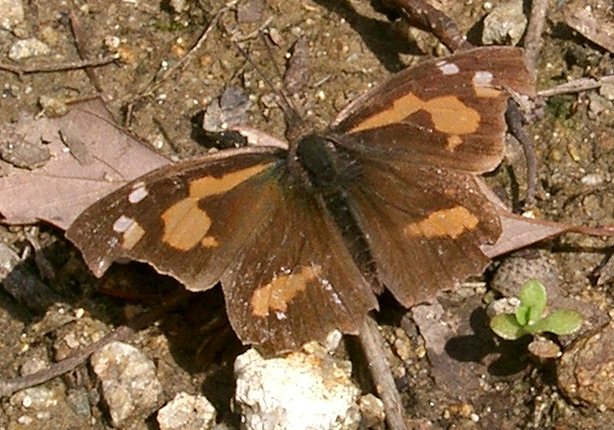
東方喙蝶（長鬚蝶）(Libythea lepita) 的幼蟲喜歡在朴樹的葉上進食

## 外部連結
- 朴樹[永久]，載台灣維管束植物資料庫
- 朴樹，台北植物園資料庫
- 如何替植物新種取名？，香港植物標本室
- 朴樹，樹木谷
- 朴樹 （页面存档备份，存于），香港常見的50種樹木
- 樹種介紹：朴樹 （页面存档备份，存于），台灣老樹
- 朴樹[永久]，破峰
- 珍貴老樹─頂厝裡草厝巷的百年朴樹 （页面存档备份，存于）
- 朴樹[]，香港自然生態論壇
- 中国数字植物标本馆中的相关内容：朴樹（简体中文）